# سودوكو

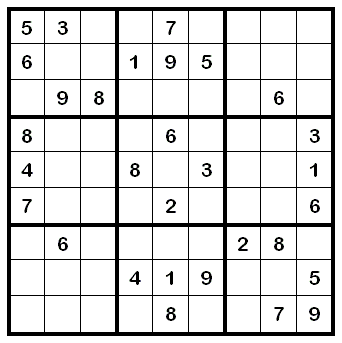
مثال على لعبة السودوكو.

إستراتيجية للحل تظهر أن المربع الأخضر يجب أن يحتوي على الرقم 5 وذلك حسب قوانين اللعبة.

وهنا الحل باللون الأحمر.

سودوكو (باليابانية: 数独) معناه وحيد الرقم هي أحجية منطقية توافقية تعتمد على ترقيم الخانات. هدف اللعبة هو ترقيم خانات شبكة n2 {\displaystyle \times } n2 (عادة 9 {\displaystyle \times } 9) مقسمة إلى مناطق n {\displaystyle \times } n بأرقام من 1 إلى n2 دون أن يتكرر رقم في أي منطقة أو صف أو عمود.

## مخترع اللعبة
السودوكو الحديثة اُخترعت من قبل المعماري الأمريكي هوارد جارنز عام 1979 ونشرت من قبل مجلة ديل تحت اسم Number Place. ثم أصبحت هذه اللعبة شعبية في اليابان عام 1986 بعد أن نشرها مجلة نايكولي وأخذت اسمها الذي تعرف به الآن سودوكو والذي يعني: الرقم الوحيد، وفي عام 2005 أصبحت لعبة عالمية.

## معلومات عن اللعبة
لعبة السودوكو هي لعبة تتكون من 9 مربعات كبيرة 3×3 و81 مربع صغير 9×9 وتكون أولاً بعض المربعات الصغيرة مضافة ببعض الأرقام وعلى اللاعب إكمال اللعبة بوضع الأرقام من 1 إلى 9 دون تكرار في كل مربع من المربعات التسعة الكبيرة وفي كل صف وفي كل عمود.

## المنافسات
- أول بطولة لسودوكو في العالم أقيمت في لوكا، إيطاليا، في الفترة من 10 إلى 12 مارس 2006. والفائز كان يانا تيلوفا من جمهورية التشيك.[6] وشملت المنافسة العديد من المتغيرات.[7]
- أقيمت ثاني بطولة في العالم لسودوكو في براغ في الفترة من 28 مارس إلى 1 أبريل 2007.[8]